# Parafia Matki Bożej Królowej Polski w Głuszycy
Parafia Matki Bożej Królowej Polski w Głuszycy – znajduje się w dekanacie głuszyckim w diecezji świdnickiej. Została erygowana w XIX wieku. Jej proboszczem jest ks. mgr. Janusz Krzeszowiec. 

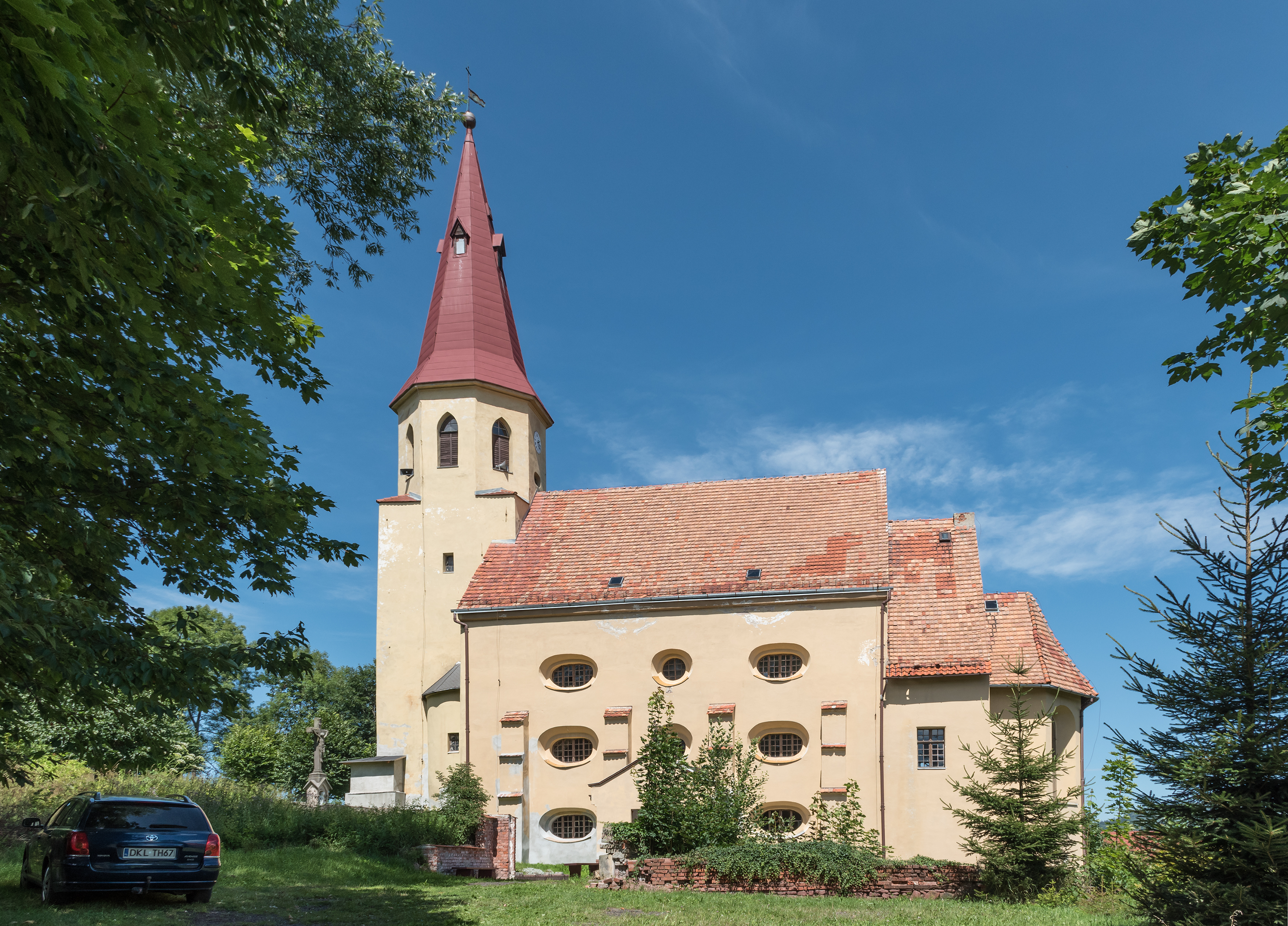
Kościół filialny w Głuszycy Górnej